# إسماعيل عمر (لاعب كرة قدم)
إسماعيل عمر أحمد (مواليد 17 مارس 1992) هو لاعب كرة قدم سعودي يلعب حاليًا في نادي جدة.

## مسيرة اللاعب
كانت بداياته مع نادي جدة ووقع عقد إنتقاله إلى نادي الفيصلي بداية من مطلع موسم2020-2021 وانتقل إلى نادي الباطن في عام 2023 وعاد إلى نادي جدة في عام 2024.

## روابط خارجية
- إسماعيل عمر على موقع Soccerway.com (الإنجليزية)